# 保華地產
保華地產集團有限公司，簡稱保華地產集團，以及保華地產（英語：港交所除牌時0276.HK），在1997年9月30日，由當時陳國強旗下保華集團有限公司，進行收購宇宙控股有限公司而更名而設。
當時在香港和中國經營房地產業務，而在1999年，則被新世界發展有限公司和相關聯營進行收購，則在8月27日，更名蒙古能源有限公司（前身為新世界數碼基地有限公司）前，原有旗下業務，進行購回給保華集團有限公司。

## 連結
- Mongolia-Energy.com （页面存档备份，存于）